# Freya Allan
Freya Allan (n. 6 septembrie 2001, Oxfordshire, Anglia, Regatul Unit) este o actriță britanică. A devenit celebră după rolul Ciri în serialul de televiziune The Witcher produs de Netflix. În 2024, joacă un rol principal în blockbusterul Planeta maimuțelor: Noul regat.

## Tinerețea și studiile
Freya Allan s-a născut la Oxford, în Oxfordshire, în Regatul Unit. A studiat la Headington School și și-a continuat studiile la Starcast Performing Arts School. Ulterior, și-a finalizat educația artistică la Școala Națională de Film și Televiziune din Beaconsfield din Buckinghamshire, unde a jucat în două scurtmetraje, Bluebird și The Christmas Tree. Freya Allan a plecat apoi să studieze la Universitatea de Arte din Bournemouth, unde a jucat rolul Lindei în scurtmetrajul Captain Fierce.

## Cariera
În 2017, a apărut în rolul principal în scurtmetrajul Bluebird. În anul următor, a jucat rolul tinerei Minerva în serialul Into the Badlands.
A obținut rolul minor, Mary, în serialul BBC Războiul lumilor, adaptat după romanul cu același nume. În 2018, a dat probe pentru rolul Marilka în serialul Netflix The Witcher dar a fost distribuită în rolul principal al lui Ciri. Serialul este difuzat din 20 decembrie 2019.
În 2019, Freya Allan a jucat rolul Young Sam în filmul Bloody Milkshake alături de Lena Headey, Karen Gillan și Carla Gugino. În 2020, a jucat în serialul HBO The Third Day.
În 2023, a fost distribuită în rolul Mae, un rol principal în filmul Planeta maimuțelor: Noul regat.